# Yvette Nicole Brown
Yvette Nicole Brown (East Cleveland, Ohio, 1971. augusztus 12. –) amerikai színésznő, humorista, író.
Legismertebb alakítása Shirley Bennett a 2009 és 2015 között vetített Balfékek című sorozatban. A The Odd Couple című sorozatban is szerepelt.

## Fiatalkora
1971. augusztus 12-én született East Clevelandben. 1989-ben érettségizett a Warrensville Heights High Schoolban. Kommunikációs tanulmányokat folytatott az University of Akron-ban, majd 1994-ben diplomázott. Érettségi után színészkurzusokat végzett Hollywoodban.

## Pályafutása
Először reklámokban szerepelt. 2004 és 2007 között a Drake és Josh című sorozatban szerepelt. 2014-ben a Benched című sorozatban szerepelt.  2015 és 2017 között a The Odd Couple című sorozatban szerepelt. 2019-ben szerepelt az Always a Bridesmaid című filmben. 2021-ben a Muppets Haunted Mansion című filmben szinkronizált.

## Filmográfia

### Filmek
| Év   | Magyar cím                                 | Eredeti cím                                  | Szerep                        | Magyar hang                                            |
| ---- | ------------------------------------------ | -------------------------------------------- | ----------------------------- | ------------------------------------------------------ |
| 2000 |                                            | His Woman, His Wife                          | Renee                         |                                                        |
| 2004 |                                            | 180 Miles Away                               | másik nő                      |                                                        |
| 2004 | Magánürügy                                 | Little Black Book                            | produkciós asszisztens        |                                                        |
| 2005 | A sziget                                   | The Island                                   | nővér                         |                                                        |
| 2005 | A gyerek, meg én                           | The Kid & I                                  | Bunny                         | Braun Rita                                             |
| 2006 | Dreamgirls                                 | Dreamgirls                                   | Curtis titkárnője             |                                                        |
| 2007 |                                            | The Neighbor                                 | nővér                         |                                                        |
| 2008 | Az üresfejű                                | Meet Dave                                    | Régi haditengerészeti eladónő |                                                        |
| 2008 | Trópusi vihar                              | Tropic Thunder                               | Peck asszisztense             |                                                        |
| 2009 | Kutyaszálló                                | Hotel for Dogs                               | Ms. Camwell                   |                                                        |
| 2009 | 500 nap nyár                               | 500 Days of Summer                           | új titkárnő                   |                                                        |
| 2009 | A csúf igazság                             | The Ugly Truth                               | Dori Coleman                  |                                                        |
| 2009 |                                            | N.C.B.S                                      | feleség visszaemlékezésben    |                                                        |
| 2010 | Végrehajtók                                | Repo Men                                     | Rhodesia                      | Köves Dóra                                             |
| 2013 | Percy Jackson: Szörnyek tengere            | Percy Jackson: Sea of Monsters               | Grey nővér                    |                                                        |
| 2014 | Sam – Kismadár nagy kalandja               | Gus - Petit oiseau, grand voyage             | Katica (hang)                 | Kocsis Mariann (1. szinkron) Mezei Kitty (2. szinkron) |
| 2015 |                                            | Don't Be a Drip                              | bolti eladó                   |                                                        |
| 2016 |                                            | Cuddle Party                                 | Allison                       |                                                        |
| 2017 |                                            | Lemonade Mafia                               | Kendra Anderson               |                                                        |
| 2017 | Tini szuperhősök – Intergalaktikus játékok | DC Super Hero Girls: Intergalactic Games     | Amanda Waller (hang)          | Bertalan Ágnes                                         |
| 2017 | Lego Tini szuperhősök – Agymosás           | Lego DC Super Hero Girls: Brain Drain        | Amanda Waller (hang)          | Mohácsi Nóra                                           |
| 2017 |                                            | Smartass                                     | Neesy rendőrnő                |                                                        |
| 2018 |                                            | Love Ballad to Your Therapist                | Jan Grey                      |                                                        |
| 2018 | Lego Tini szuperhősök – Gonosz gimi        | Lego DC Super Hero Girls: Super-Villain High | Amanda Waller (hang)          | F. Nagy Erika                                          |
| 2018 |                                            | DC Super Hero Girls: Legends of Atlantis     | Amanda Waller (hang)          |                                                        |
| 2019 | Bosszúállók: Végjáték                      | Avengers: Endgame                            | Phyllis Jenkins               | Makay Andrea                                           |
| 2019 |                                            | Always a Bridesmaid                          | Althea Brody lelkész          |                                                        |
| 2019 | Susi és Tekergő                            | Lady and the Tramp                           | Sarah néni                    | Kocsis Mariann                                         |
| 2020 |                                            | Spider-Man: Maximum Venom                    | főadminisztrátor              |                                                        |
| 2021 |                                            | Broken Diamonds                              | Cookie                        |                                                        |
| 2021 |                                            | Muppets Haunted Mansion                      | vezető                        |                                                        |
| 2021 |                                            | Beebo Saves Christmas                        | Turbo (hangja)                |                                                        |
| 2022 | Bűbáj 2. – Kiábrándulva                    | Disenchanted                                 | Rosaleen                      | Kocsis Mariann                                         |
| 2022 | DC Szuperállatok Ligája                    | DC League of Super-Pets                      | Patty (hangja)                |                                                        |
| 2022 |                                            | Naked Mole Rat Gets Dressed                  | Grande (hangja)               |                                                        |
| 2022 | Lego Star Wars: Nyári vakáció              | Lego Star Wars: Summer Vacation              | Colvett Valeria (hangja)      |                                                        |
| 2023 | Kívánság                                   | Wish                                         | Porcupine (hangja)            |                                                        |
| 2024 | Agymanók 2.                                | Inside Out 2                                 | Roberts edző (hangja)         | Hay Anna                                               |

### Televíziós szerepek
| Év        | Magyar cím                                         | Eredeti cím                                                  | Szerep                            | Megjegyzések                                                             |
| --------- | -------------------------------------------------- | ------------------------------------------------------------ | --------------------------------- | ------------------------------------------------------------------------ |
| 2002      |                                                    | For the People                                               | Server                            | 1 epizód                                                                 |
| 2002      |                                                    | Do Over                                                      | nő                                | 1 epizód                                                                 |
| 2003      | Csajok                                             | Girlfriends                                                  | Sherri Childs                     | mellékszereplő                                                           |
| 2004      | Félig üres                                         | Curb Your Enthusiasm                                         | Légiutas kísérő                   | 1 epizód                                                                 |
| 2004      |                                                    | The Big House                                                | Eartha Cleveland                  | főszereplő                                                               |
| 2004      | Két pasi – meg egy kicsi                           | Two and a Half Men                                           | Mandy                             | 1 epizód                                                                 |
| 2004      | Hetedik mennyország                                | 7th Heaven                                                   | Leah Morris                       | 1 epizód                                                                 |
| 2004–2007 | Drake és Josh                                      | Drake & Josh                                                 | Helen Dubois                      | mellékszereplő                                                           |
| 2005      |                                                    | Fat Actress                                                  | nő                                | 1 epizód                                                                 |
| 2005      |                                                    | That’s So Raven                                              | Monica                            | 1 epizód                                                                 |
| 2005      | Azok a 70-es évek show                             | That '70s Show                                               | Davis őrmester                    | 1 epizód                                                                 |
| 2005      |                                                    | Hot Properties                                               | Oprah-Head                        | 1 epizód                                                                 |
| 2006      | Már megint Malcolm                                 | Malcolm in the Middle                                        | biztonsági ügynök                 | 1 epizód                                                                 |
| 2006      | Doktor House                                       | House                                                        | Ellen Stambler                    | 1 epizód                                                                 |
| 2006      | Házi háború                                        | The War at Home                                              | reptéri biztonsági őr             | 1 epizód                                                                 |
| 2006      |                                                    | Half & Half                                                  | Ceci                              | mellékszereplő                                                           |
| 2006      |                                                    | Pepper Dennis                                                | Angela Howell                     | 1 epizód                                                                 |
| 2006      |                                                    | Sleeper Cell                                                 | Fatima                            | mellékszereplő                                                           |
| 2007      | Office                                             | The Office                                                   | Paris                             | 1 epizód                                                                 |
| 2007      |                                                    | The Loop                                                     | Isabelle ügynök                   | 1 epizód                                                                 |
| 2007      |                                                    | American Body Shop                                           | Ms. Durant                        | 1 epizód                                                                 |
| 2007      | Törtetők                                           | Entourage                                                    | Daily Variety újságírója          | 1 epizód                                                                 |
| 2007      | Boston Legal – Jogi játszmák                       | Boston Legal                                                 | Doris Thumper                     | mellékszereplő                                                           |
| 2008      |                                                    | 'Til Death                                                   | Roxie                             | 1 epizód                                                                 |
| 2008      | Kőgazdagok                                         | Privileged                                                   | Pam                               | 1 epizód                                                                 |
| 2008      |                                                    | Merry Christmas, Drake & Josh                                | Helen Dubois                      | tévéfilm                                                                 |
| 2008      |                                                    | Untitled Victoria Pile Project                               | Mercedes Dewberry                 | tévéfilm                                                                 |
| 2009      |                                                    | Kath & Kim                                                   | hivatalnok                        | 1 epizód                                                                 |
| 2009      | True Jackson, VP                                   | True Jackson, VP                                             | Coral Barns                       | 1 epizód                                                                 |
| 2009      | Egy kapcsolat szabályai                            | Rules of Engagement                                          | Mrs. Alberts                      | 1 epizód                                                                 |
| 2009      |                                                    | Roommates                                                    | Madam Saphire                     | 1 epizód                                                                 |
| 2009      | iCarly                                             | iCarly                                                       | rajz tanuló                       | 1 epizód                                                                 |
| 2009      |                                                    | Sherri                                                       | egyház asszony                    | 1 epizód                                                                 |
| 2009–2015 | Balfékek                                           | Community                                                    | Shirley Bennett                   | főszereplő magyar hangja Kiss Virág                                      |
| 2010–2013 | Pound Puppies: Kutyakölyköt minden kiskölyöknek!   | Pound Puppies                                                | Süti (hang)                       | főszereplő magyar hangja Major Melinda (1–2. évad) Mezei Kitty (3. évad) |
| 2011      | V, mint Viktória                                   | Victorious                                                   | Helen Dubois                      | 1 epizód                                                                 |
| 2011      |                                                    | CollegeHumor Originals                                       | Shirley Bennett                   | 1 epizód                                                                 |
| 2011      | Chuck                                              | Chuck                                                        | vásárló                           | 1 epizód                                                                 |
| 2011–2021 | Family Guy                                         | Family Guy                                                   | különböző karakter (hang)         | 6 epizód                                                                 |
| 2012      |                                                    | Community: Abed's Master Key                                 | Shirley Bennett (hang)            | tévé rövidfilm                                                           |
| 2012–2016 |                                                    | The Soul Man                                                 | Robyn                             | mellékszereplő                                                           |
| 2012–2021 |                                                    | Talking Dead                                                 | önmaga                            | 22 epizód                                                                |
| 2013      | Indul a risza!                                     | Shake It Up                                                  | Madame Tiffany                    | 1 epizód                                                                 |
| 2013      | Egyszer volt, hol nem volt                         | Once Upon a Time                                             | Ursula (hang)                     | 1 epizód                                                                 |
| 2013      |                                                    | Community: Miracle on Jeff's Street                          | Shirley Bennett (hang)            | tévé rövidfilm                                                           |
| 2014      | Psych – Dilis detektívek                           | Psych                                                        | Hazel Lazarus                     | 1 epizód                                                                 |
| 2014      | Melissa & Joey                                     | Melissa & Joey                                               | Calista                           | 1 epizód                                                                 |
| 2014      | BoJack Horseman                                    | BoJack Horseman                                              | Beyoncé, Pedestrian (hang)        | 1 epizód                                                                 |
| 2014      |                                                    | Benched                                                      | Donna                             | 1 epizód                                                                 |
| 2015      |                                                    | The Nightly Show with Larry Wilmore                          | önmaga                            | műsorvezető                                                              |
| 2015      | Vérmes négyes                                      | Hot in Cleveland                                             | Lily                              | 1 epizód                                                                 |
| 2015      | Csőrös Harvey                                      | Harvey Beaks                                                 | M.O.M. (hang)                     | 1 epizód                                                                 |
| 2015      |                                                    | Last Man Standing                                            | filméző                           | 1 epizód                                                                 |
| 2015      | Game Shakers                                       | Game Shakers                                                 | Helen                             | 1 epizód                                                                 |
| 2015–2017 | Furcsa pár                                         | The Odd Couple                                               | Danielle "Dani" Duncan            | főszereplő magyar hangja Kiss Virág                                      |
| 2015–2018 | DC Super Hero Girls: Tini szuperhősök              | DC Super Hero Girls                                          | Amanda Waller (hang)              | főszereplő magyar hangja Bognár Gyöngyvér                                |
| 2016      |                                                    | Whose Line Is It Anyway?                                     | önmaga                            | vendég                                                                   |
| 2016      |                                                    | Cupcake Wars                                                 | önmaga                            | műsorvezető                                                              |
| 2016      | Nyughatatlan fiatalok                              | The Young and the Restless                                   | Lois Thompson                     | 1 epizód                                                                 |
| 2016      | Tini szuperhősök – Az év hőse                      | DC Super Hero Girls: Hero of the Year                        | Amanda Waller (hang)              | tévéfilm magyar hangja Náray Erika                                       |
| 2016      | Született detektívek                               | Rizzoli & Isles                                              | CJ Prescott                       | 1 epizód                                                                 |
| 2016      | Csillag kontra Gonosz Erők                         | Star vs. the Forces of Evil                                  | Brigid (hang)                     | 1 epizód                                                                 |
| 2016–2020 | Elena, Avalor hercegnője                           | Elena of Avalor                                              | Luna (hang)                       | főszereplő magyar hangja Náray Erika                                     |
| 2017      |                                                    | Cosplay Melee                                                | önmaga                            | műsorvezető                                                              |
| 2017      |                                                    | Celebrity Family Feud                                        | önmaga                            | versenyző                                                                |
| 2017      | Parkműsor                                          | Regular Show                                                 | látnok (hang)                     | 1 epizód                                                                 |
| 2017      |                                                    | Dr. Ken                                                      | Amy                               | 1 epizód                                                                 |
| 2017      |                                                    | The New Edition Story                                        | Shirley Bivins                    | főszereplő                                                               |
| 2017      | Tom és Jerry-show                                  | The Tom and Jerry Show                                       | Momma Mockingbird (hang)          | 1 epizód                                                                 |
| 2017      |                                                    | Lego DC Super Hero Girls                                     | Amanda Waller (hang)              | mellékszereplő                                                           |
| 2017      | Csak lazán, Scooby-Doo!                            | Be Cool, Scooby-Doo!                                         | Connie Monroe bíró (hang)         | 1 epizód magyar hangja Andresz Kati                                      |
| 2017      | Penn Zero, a félállású hős                         | Penn Zero: Part-Time Hero                                    | Maria hajó (hang)                 | mellékszereplő                                                           |
| 2017      | Nyuszipoly                                         | Bunnicula                                                    | Mrs. Varney (hang)                | 1 epizód                                                                 |
| 2017      | Lego Star Wars: A Freemaker család kalandjai       | Lego Star Wars: The Freemaker Adventures                     | Valeria hadnagy (hang)            | mellékszereplő magyar hangja Urbán Andrea                                |
| 2017      |                                                    | Ryan Hansen Solves Crimes on Television                      | Jackson kapitány                  | 1 epizód                                                                 |
| 2017–2018 |                                                    | The Mayor                                                    | Dina Rose                         | főszereplő                                                               |
| 2017–2018 |                                                    | Stretch Armstrong and the Flex Fighters                      | Quick Charge / Sarah Kamen (hang) | 2 epizód                                                                 |
| 2017–2018 | Kutyapajtik                                        | Puppy Dog Pals                                               | Daisy (hang)                      | mellékszereplő                                                           |
| 2017–2019 |                                                    | SuperMansion                                                 | Portia Jones/Zenith (hang)        | főszereplő                                                               |
| 2018      | Szófia hercegnő                                    | Sofia the First                                              | Cukorszilva tündér (hang)         | 1 epizód                                                                 |
| 2018      | Megoldatlan                                        | Unsolved                                                     | Lois                              | 1 epizód                                                                 |
| 2018      | Marvel szuperhősök: Fekete Párduc: Wakandai gondok | Lego Marvel Super Heroes – Black Panther: Trouble in Wakanda | Okoye (hang)                      | tévéfilm magyar hangja Bognár Gyöngyvér                                  |
| 2018      |                                                    | Most Likely To                                               | Markie McQueen                    | tévéfilm                                                                 |
| 2018      |                                                    | Lego Star Wars: All-Stars                                    | Valeria hadnagy (hang)            | 1 epizód                                                                 |
| 2018–2019 | Anyák gyöngye                                      | Mom                                                          | Nora Rogers                       | mellékszereplő                                                           |
| 2018–2020 | Új bolondos dallamok                               | New Looney Tunes                                             | Rhoda Roundhouse (hang)           | műsorvezető                                                              |
| 2019      | RuPaul: Drag Queen leszek! – Sztárparádé           | RuPaul's Drag Race All Stars                                 | önmaga                            | zsűri                                                                    |
| 2019      |                                                    | Weird City                                                   | Glail                             | 1 epizód                                                                 |
| 2019      |                                                    | What Just Happened??! with Fred Savage                       | önmaga                            | 1 epizód                                                                 |
| 2019      | Kedves fehér emberek                               | Dear White People                                            | Evelyn Conners                    | 1 epizód                                                                 |
| 2019–2020 | A Lármás család                                    | The Loud House                                               | Davis polgármester (hang          | mellékszereplő                                                           |
| 2019–2020 | Fekete hölgyek szkeccs showja                      | A Black Lady Sketch Show                                     | Anita Harper bíró                 | 2 epizód                                                                 |
| 2020      |                                                    | The Masked Singer                                            | önmaga                            | vendég                                                                   |
| 2020      | A nagy kamu                                        | The Big Fib                                                  | önmaga                            | műsorvezető                                                              |
| 2020      |                                                    | Gentefied                                                    | Macer doktor                      | 1 epizód                                                                 |
| 2020      | Will és Grace                                      | Will & Grace                                                 | Ru                                | 1 epizód                                                                 |
| 2020      |                                                    | Crossing Swords                                              | Meghan őrmester (hang)            | mellékszereplő                                                           |
| 2020      |                                                    | The Rocketeer                                                | Chantel D'Avion (hang)            | 1 epizód                                                                 |
| 2020      | Marvel Pókember                                    | Spider-Man                                                   | vezető adminisztrátor (hang)      | 1 epizód                                                                 |
| 2020      |                                                    | T.O.T.S.                                                     | Cora Beakman (hang)               | mellékszereplő                                                           |
| 2020      | Itt van Póni                                       | It's Pony                                                    | tanár (hang)                      | mellékszereplő                                                           |
| 2021      |                                                    | Nickelodeon's Unfiltered                                     | önmaga                            | 1 epizód                                                                 |
| 2021      |                                                    | Celebrity Wheel of Fortune                                   | önmaga                            | versenyző                                                                |
| 2021      | Nem átlagos feleségek – Atlanta                    | The Real Housewives of Atlanta                               | önmaga                            | 1 epizód                                                                 |
| 2021      |                                                    | Celebrity Game Face                                          | önmaga                            | versenyző                                                                |
| 2021      |                                                    | Call Me Kat                                                  | Marlene                           | 1 epizód                                                                 |
| 2021      | Ridley Jones                                       | Ridley Jones                                                 | Thoebe (hang)                     | 1 epizód                                                                 |
| 2021      |                                                    | Central Park                                                 | Gina Tracker (hang)               | mellékszereplő                                                           |
| 2021      | Amerikai fater                                     | American Dad!                                                | különböző karakterek (hang)       | 2 epizód                                                                 |
| 2021      |                                                    | Muppets Haunted Mansion                                      | autó vezető                       | tévéfilm                                                                 |
| 2021      | A Csibeosztag                                      | The Chicken Squad                                            | Tully kapitány (hang)             | főszereplő                                                               |
| 2021      | Fairfax                                            | Fairfax                                                      | Trini (hang)                      | mellékszereplő magyar hangja Sági Tímea                                  |
| 2021      | A szellem és Molly McGee                           | The Ghost and Molly McGee                                    | Dianne (hang)                     | 1 epizód                                                                 |
| 2021      |                                                    | Beebo Saves Christmas                                        | Turbo (hang)                      | különkiadás                                                              |
| 2021–     | A nagy dobás                                       | Big Shot                                                     | Sherilyn Thomas                   | főszereplő magyar hangja Sági Tímea                                      |
| 2022      |                                                    | Blind Psychosis                                              | Kendra Murphy                     | tévéfilm                                                                 |